# Modern Language Association

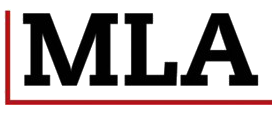
Logo der MLA

Die Modern Language Association (MLA) ist der wichtigste Berufsverband der USA für Sprachwissenschaftler, Literaturwissenschaftler und Literaturkritiker. Sie hat etwa 25.000 Mitglieder, zumeist Professoren, Doktoranden und andere Akademiker, die sich wissenschaftlich mit englischer und fremdsprachiger Literatur beschäftigen. Mehr als 2.000 ihrer Mitglieder leben nicht in Nordamerika.

## Geschichte
Die MLA wurde 1883 als Interessenvertretung und Diskussionsgruppe für Gelehrte der modernen Sprachen und Literaturen gegründet. Seit 2017 leitet Paula Krebs als Executive Director die Organisation. Präsident der MLA für den Jahresturnus 2019/2020 ist Simon E. Gikandi. Zu seinen Vorgängern gehören Francis Andrew March (1892/1893), Henry Alfred Todd (1906), Northrop Frye (1976), Wayne Booth (1982), Edward Said (1999), Stephen Greenblatt (2002), Mary Louise Pratt (2003) und Kwame Anthony Appiah (2016/2017).

## Tätigkeiten
Mit der MLA International Bibliography pflegt und stellt der Verband eine eigene bibliografische Datenbank zur Verfügung, die in den USA in diesem Fachbereich als Standard gilt. Die MLA publiziert zudem eine Reihe wissenschaftlicher Fachzeitschriften und ihre als MLA Style bekannten Richtlinien zum Verfassen wissenschaftlicher Papiere, etwa zur Gliederung und Zitierweise, welche Grundlage auch vieler Nachbardisziplinen sind. In Buchform erschienen davon zwei Ausgaben:
- Joseph Gibaldi: MLA Handbook for Writers of Research Papers. (für Studierende)
- Joseph Gibaldi: MLA Style Manual and Guide to Scholarly Publishing. (für Wissenschaftler)